# هنري ويلكوم

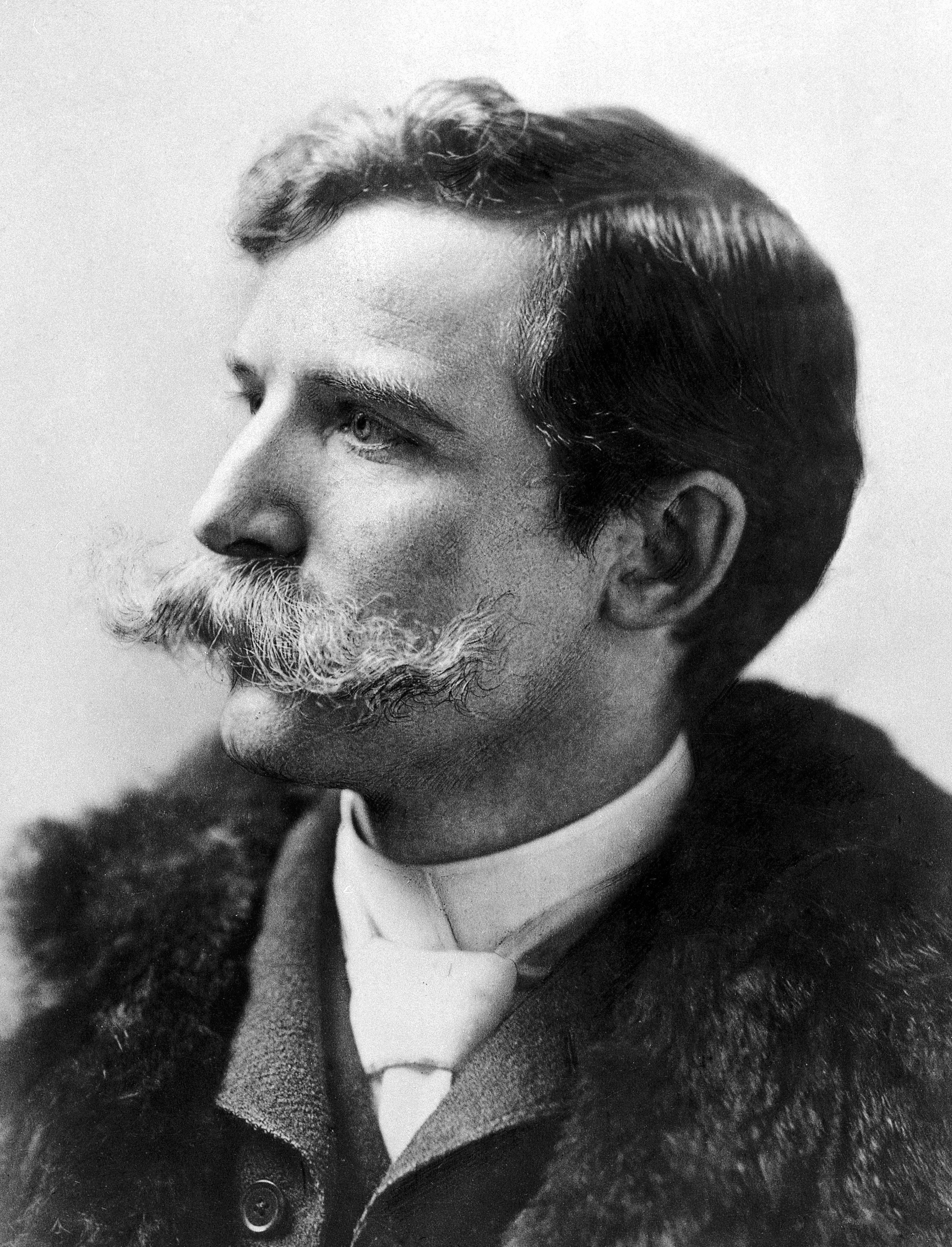
هنري ويلكوم - 1890 م.

السير هنري سولومون ويلكوم (بالإنجليزية: Henry Wellcome)‏ (1853 - 1936 م) هو بريطاني/أمريكي كان من مؤسسي شركة أدوية «بروز، ويلكوم وشركاهم» وهي شركة أدمجت فيما بعد مع شركة غلاكسو سميث كلاين العالمية.
استخدم ثروته الكبيرة لإنشاء وقف ويلكم والتي أصبحت أكبر جمعية خيرية وقفيةً في العالم بلغت موجوداتها 15 مليار جنيها.

## معرض صور

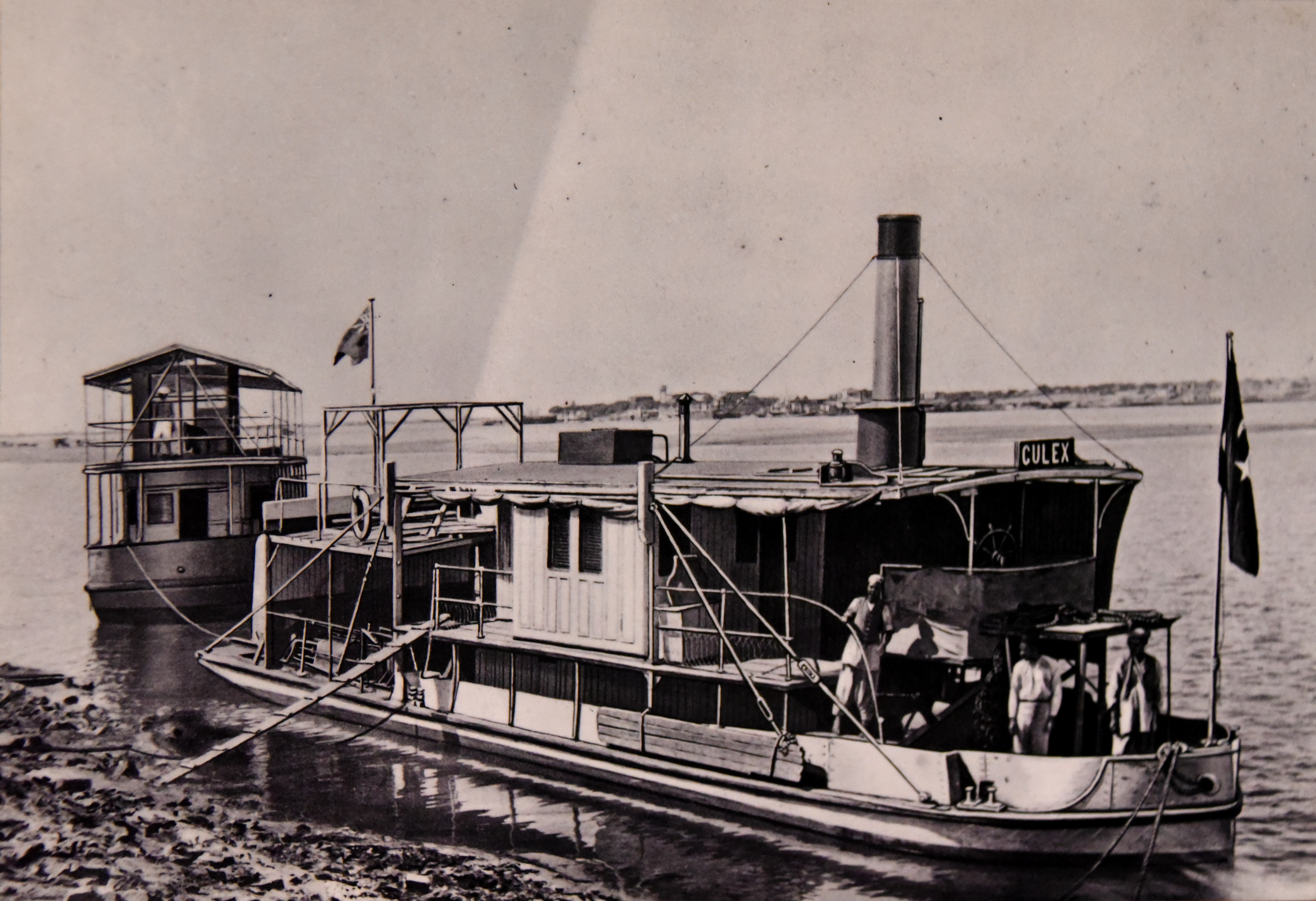
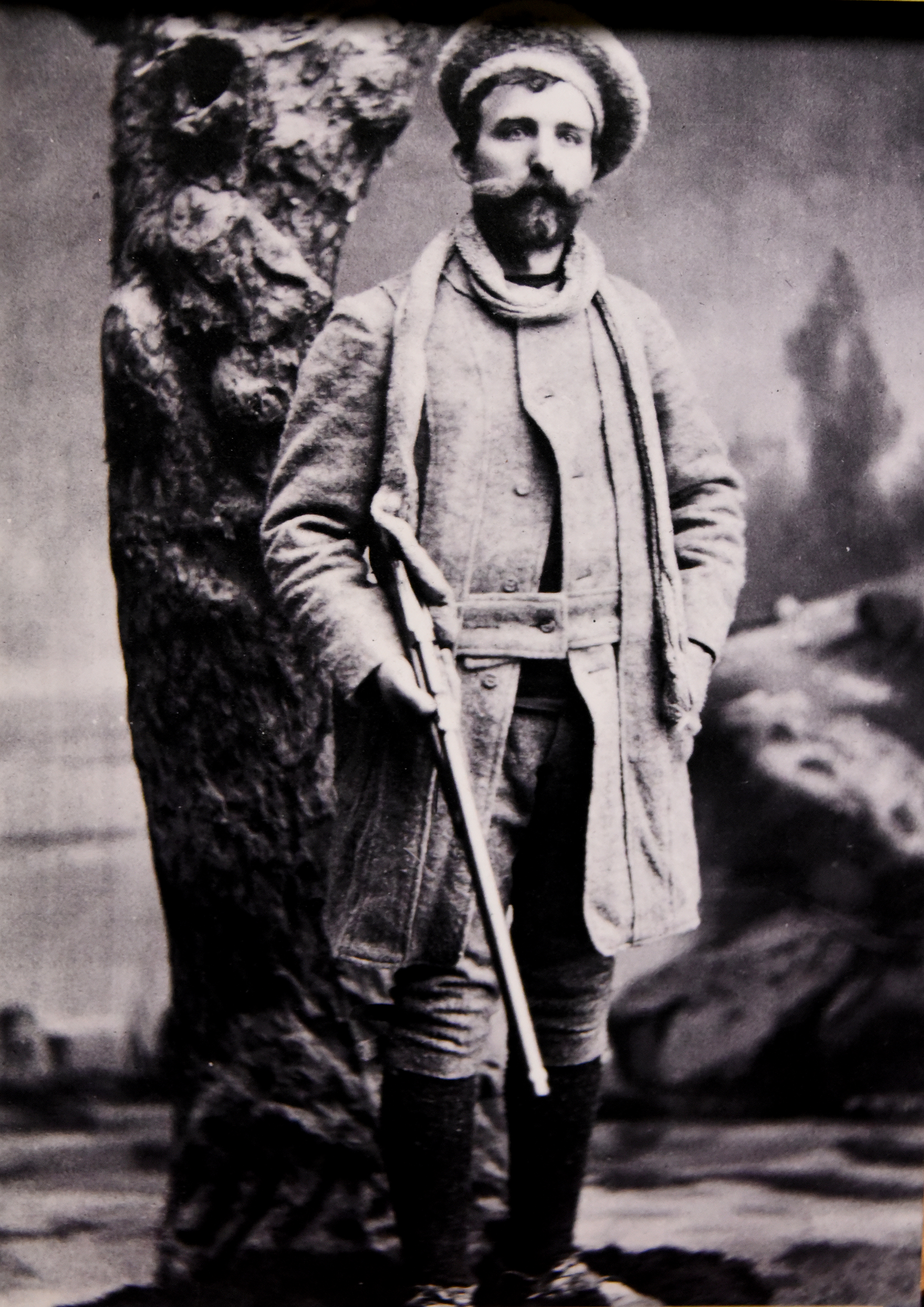
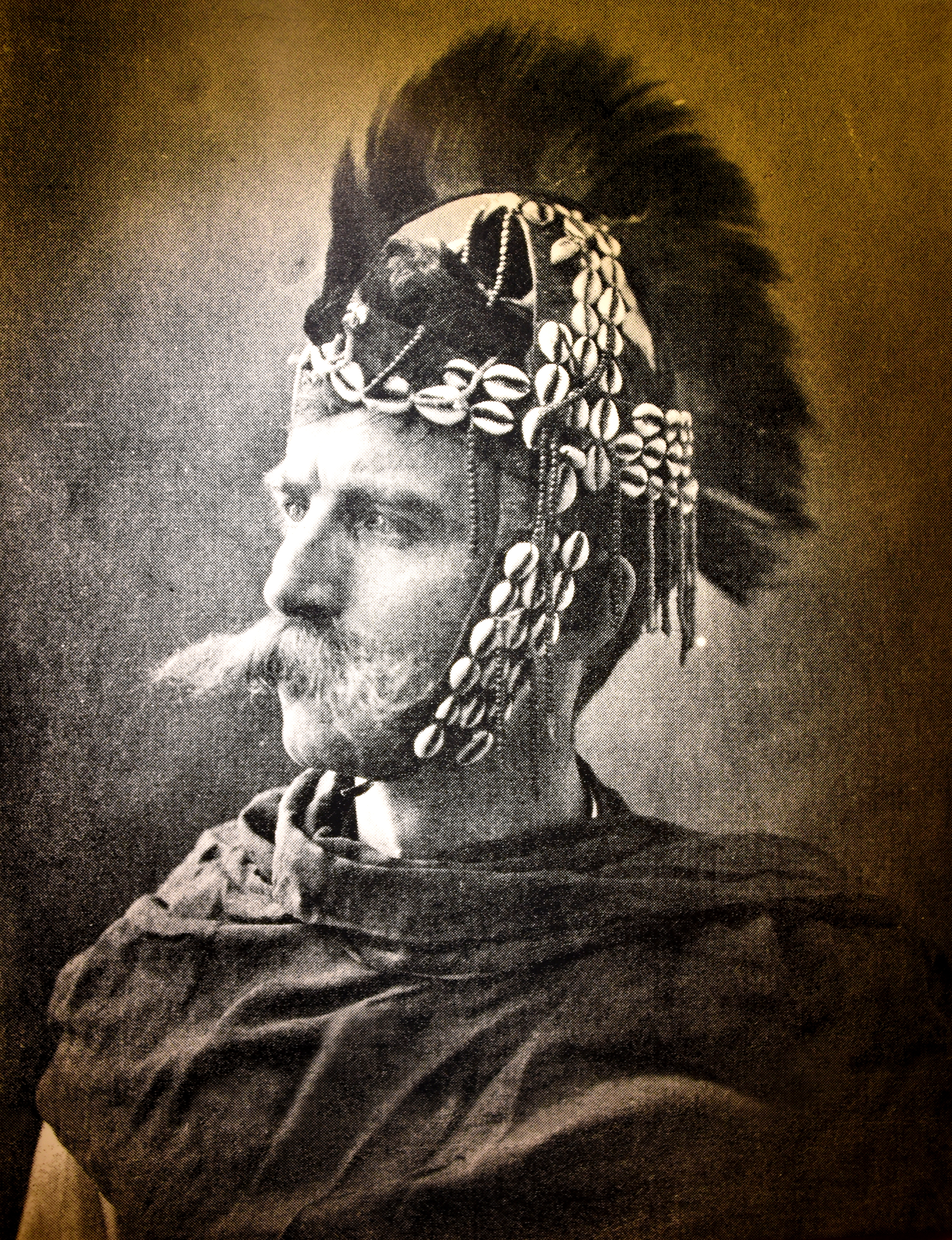
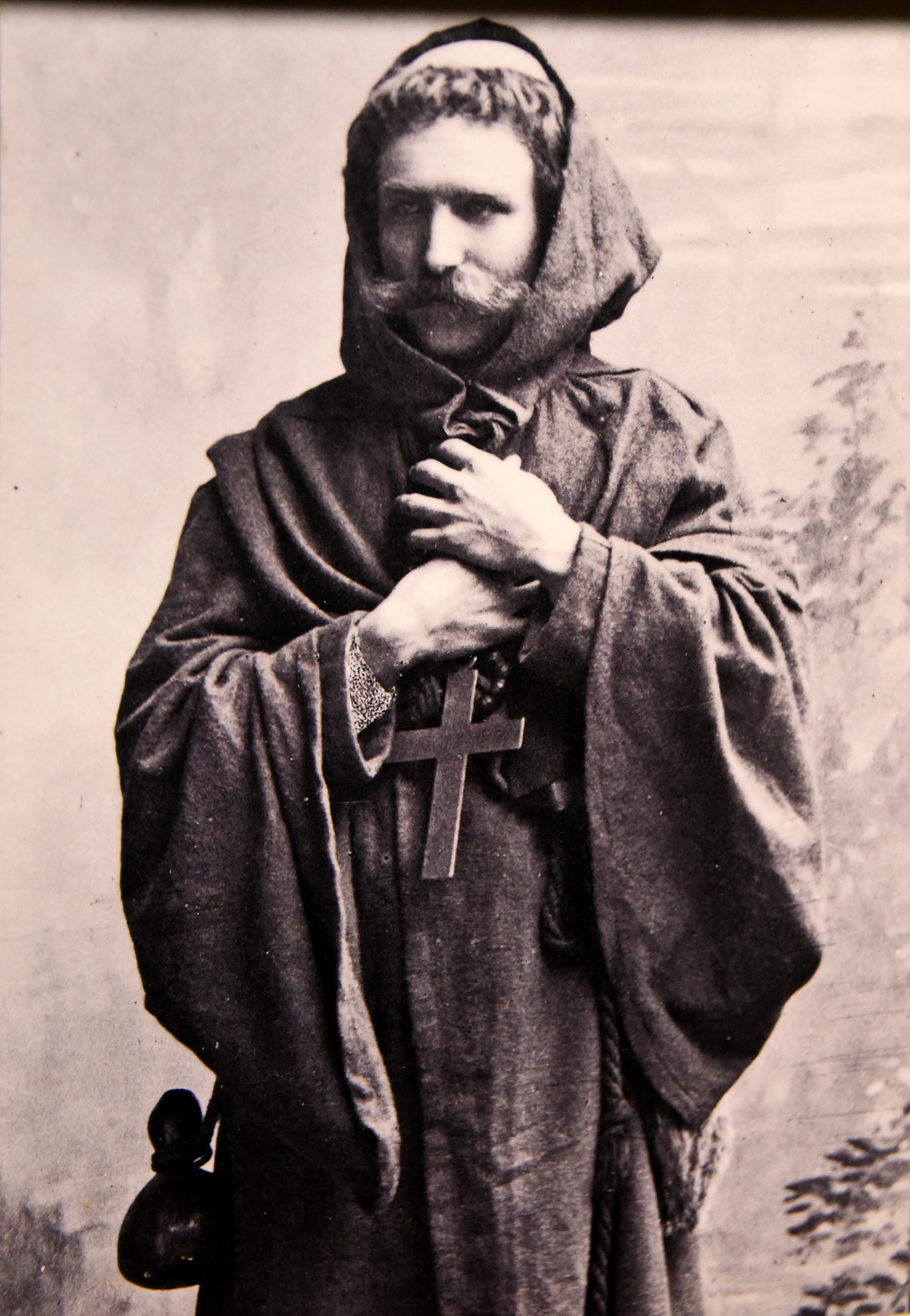
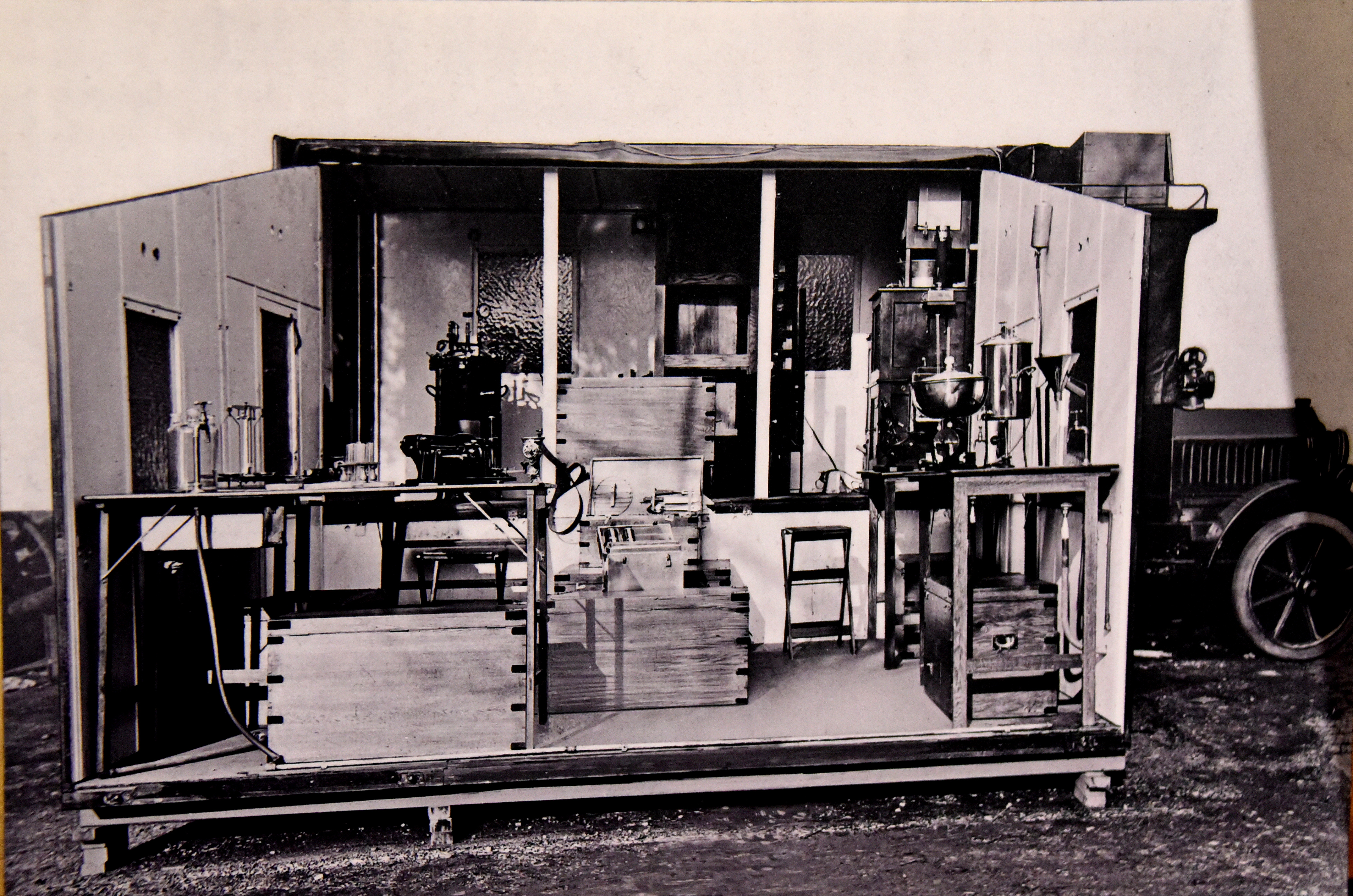
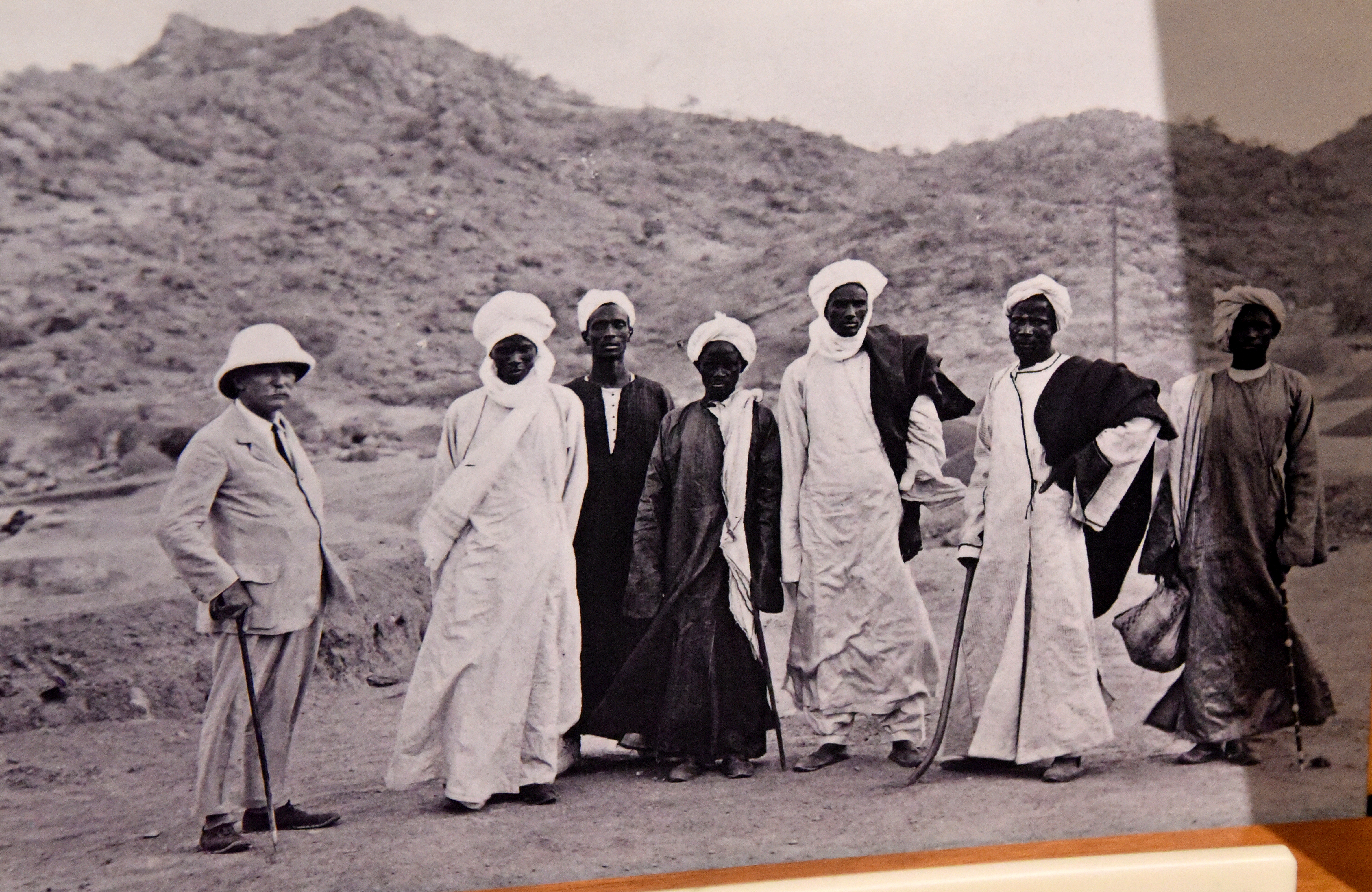